# ویتوریو مانی
ویتوریو مانی (ایتالیایی: Vittorio Magni; ۸ دسامبر ۱۹۱۸ – ۴ آوریل ۲۰۱۰) دوچرخه‌سوار اهل ایتالیا بود.